# Antonio Joaquim Soares Moreira
Antonio Joaquim Soares Moreira GCMM (Itu, 4 de março de 1928 — Rio de Janeiro, 19 de fevereiro de 2017) foi um general-de-exército do Exército Brasileiro e Ministro do Superior Tribunal Militar.

## Carreira Militar
Ingressou no Exército em 1945, como aluno do 3º ano da Escola Preparatória de Cadetes de São Paulo. Graduou-se aspirante-a-oficial de Artilharia em 1948, na Academia Militar das Agulhas Negras. Além do curso de formação realizou ainda os cursos da Escola de Aperfeiçoamento de Oficiais, Escola de Comando e Estado-Maior do Exército e Escola de Artilharia de Costa e Antiaérea.
Ao longo de sua vida militar exerceu diversas funções. Como capitão serviu no então 2º Regimento de Obuses, hoje 2.º Grupo de Artilharia de Campanha, situado em Itu. Foi Instrutor da Academia Militar das Agulhas Negras e da Escola de Comando e Estado-Maior do Exército. Como coronel, comandou a Escola de Artilharia de Costa e Antiaérea, foi Oficial de Gabinete do Chefe do Serviço Nacional de Informações e adido das Forças Armadas junto à Embaixada do Brasil no Irã.
Como oficial-general, foi diretor da Escola Nacional de Informações, comandou a 14ª Brigada de Infantaria Motorizada em Florianópolis, foi Diretor de Motomecanização e Vice-Chefe do Departamento de Material Bélico. No período de 29 de abril de 1986 a 27 de janeiro de 1989, comandou a 1ª Região Militar.
Sua derradeira comissão na Força Terrestre foi a Chefia do Estado-Maior do Exército (EME), que exerceu de 10 de abril de 1990 a 3 de março de 1993. Em decorrência desse cargo integrou o Alto Comando do Exército, foi membro do Conselho de Chefes de Estado-Maior das Forças Armadas, presidiu a Comissão de Promoção de Oficiais do Exército, chefiou a Delegação Brasileira à XIX Conferência de Exércitos Americanos (WASHINGTON/EUA - 1991) e efetuou visitas de intercâmbio militar à França e Portugal.
Em 10 de fevereiro de 1993, foi nomeado ministro do Superior Tribunal Militar. Em 19 de março de 1997 tomou posse como Presidente do Tribunal, onde permaneceu até sua aposentadoria por idade em 1998.
No STM trabalhou na elaboração do futuro Código de Processo Penal Militar; Supervisão da Estruturação do Plano Diretor de Informática do STM; Regimento Interno; Normas e Cerimonial Interno; Estudo para a Reestruturação Organizacional do STM.
Proferiu aula inaugural no XX Ciclo de Estudos sobre Direito Penal Militar, Comando Militar do Leste, no Rio de Janeiro – RJ e participou do XV Congresso Brasileiro de Magistrados, na cidade de Recife - PE.

## Condecorações
Admitido à Ordem do Mérito Militar, foi promovido em agosto de 1990 ao seu último grau, a Grã-Cruz.
Medalhas do Pacificador; Mérito Tamandaré; Mérito Santos Dumont - Prata; Ordem do Mérito Aeronáutico - Grande Oficial; Ordem do Mérito Naval - Grande Oficial; Ordem do Mérito das Forças Armadas - Grã-Cruz; Ordem do Rio Branco - Comendador; Ordem do Mérito Judiciário Militar - Grã-Cruz; Medalha Militar de Platina; Ordem do Mérito Policial Militar - PMRJ - Grande Oficial; Ordem do Mérito do Engenheiro Militar - Oficial; Ordem Nacional do Mérito do Paraguai - Comendador; Mérito Militar de Portugal - Grã-Cruz; Ordem Nacional do Mérito da França - Comendador e Legião do Mérito dos Estados Unidos da América do Norte - Comandante.

## Vida pessoal
O General Moreira foi casado com a senhora Myriam Levy Cardoso Moreira, ex-presidente do Projeto Rondon e filha do Marechal Waldemar Levy Cardoso.  